# Cuencas costeras entre las cuencas de los ríos Ligua y Aconcagua
Cuencas costeras entre las cuencas de los ríos Ligua y Aconcagua es el nombre dado al ítem 053 del inventario de cuencas de Chile que comprende las cuencas costeras que nacen en las laderas occidentales de la cordillera de la Costa (Chile) y fluyen en el océano Pacífico entre las cuencas de los ríos La Ligua y Aconcagua. El ítem está ubicado completamente en la Región de Valparaíso.
A partir de los años 70 se ha ampliado el concepto de cuenca hasta entender, ya en los primeros años del siglo XXI, una cuenca hidrográfica en lo que respecta a su definición espacial y funcional, como la unidad geopolítica y socioeconómica más apropiada y racional para el desarrollo integrado de los recursos de tierras y aguas asociados a la vegetación y en conjunto con los usuarios de nivel local y regional.: 17 

Red hidrográfica del ítem 053.

## Límites y relieve

Distribución de comunas dentro y en torno a las cuencas costeras entre las cuencas de los ríos Ligua y Aconcagua. En azul los números y límites de los ítems, en rojo los límites y nombres de las comunas. En gris las zonas urbanas y en verde las zonas SNASPE (protegidas). Las comunas de Papudo (hacia el norte) y Quintero (hacia el sur) se extienden más allá del área del ítem 053.

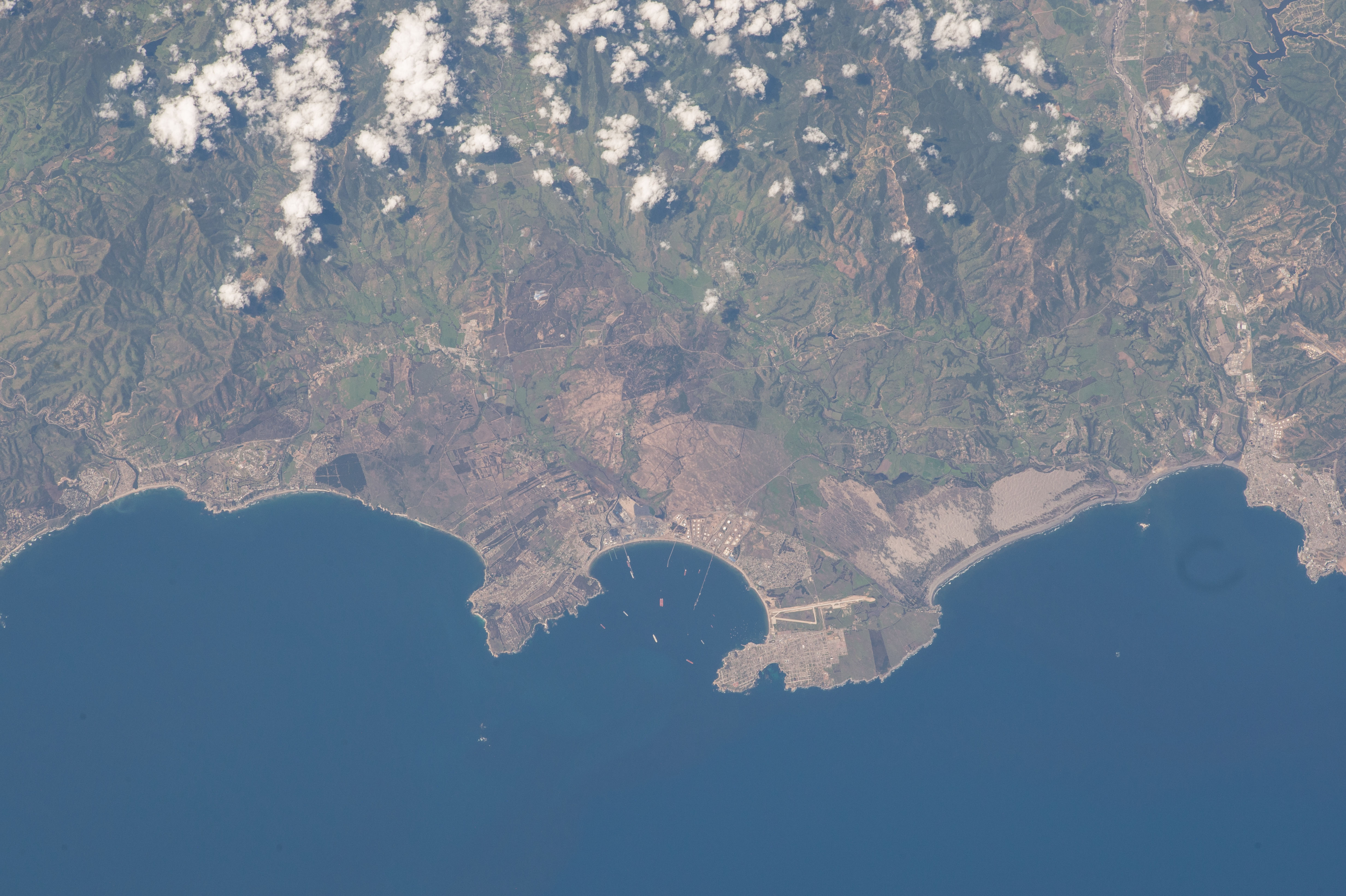
La zona costera en que se ubican las cuencas.

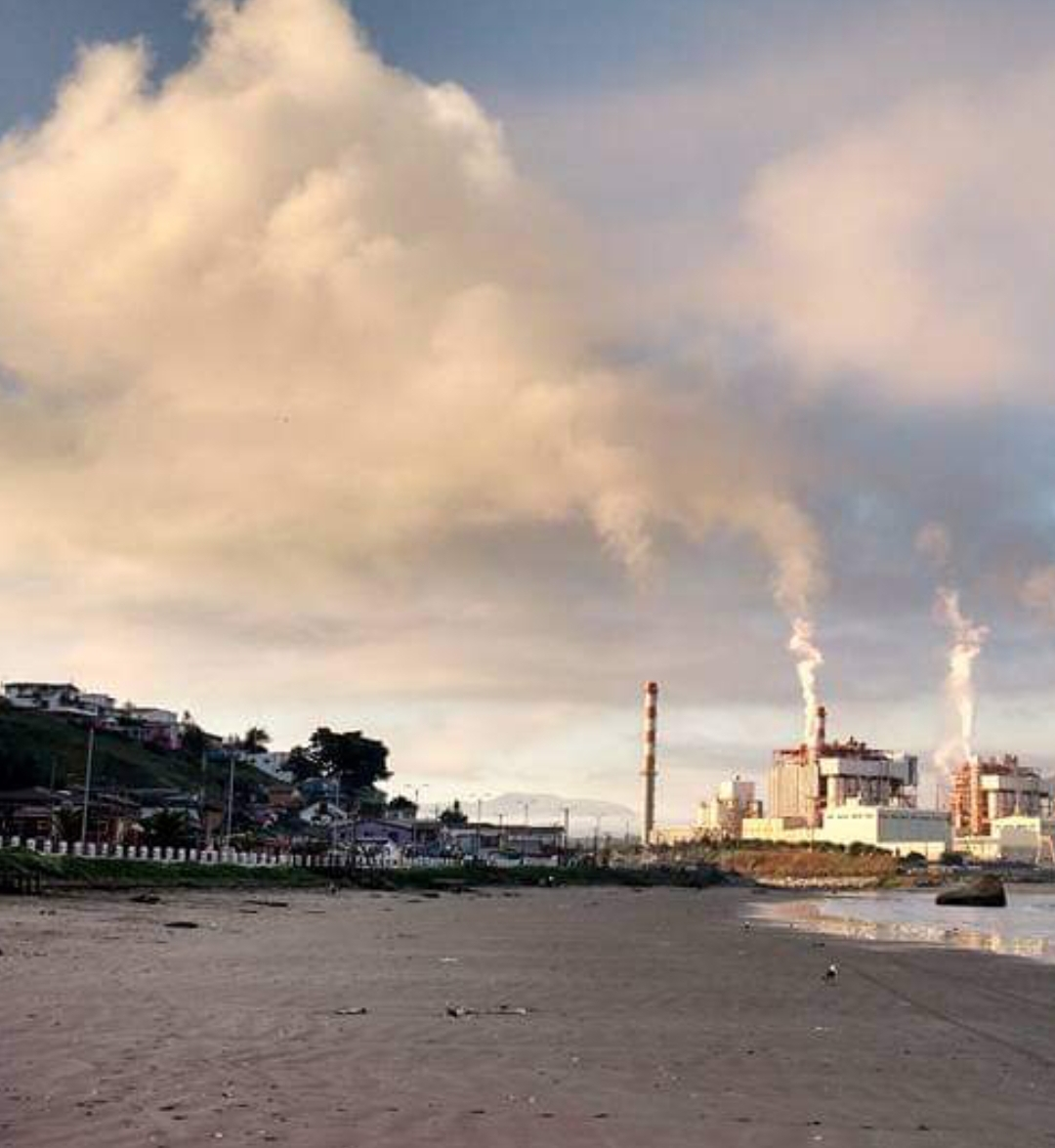
Algunos llaman a esta área una "zona de sacrificio", por la alta cantidad de industrias contaminantes.

Tienen en su conjunto una forma casi triangular con un área de 849 km², esto es un 5,2% de la superficie de la Región de Valparaíso. La altidud máxima de sus cimas alcanza a los 1555 m s. n. m. En su mitad norte es atravesada de este a oeste por el cordón costero El Espinal y en su límite suroriente se levanta el cerro Puntas Trepadas de 1135 m s. n. m.: 2–29, 30 . Limitan al norte y al noreste con la cuenca del río La Ligua y al sureste con la cuenca del río Aconcagua. Al oeste con el océano.
Sus extremos norte y sur alcanzan las latitudes 32°28’S y 32°44’S.: 242 

## Población
Las cuencas se reparten entre las Provincias de Valparaíso en sus comunas Puchuncaví y Quintero y la Provincia de Petorca en sus comunas de Papudo y Zapallar. Las capitales de comunas se encuentran en las cuencas pero no así las capitales prvinciales.
| Provincia               | Comuna     | Superficie de la cuenca [km²] | Porcentaje de la Comuna dentro de la cuenca (%) |
| ----------------------- | ---------- | ----------------------------- | ----------------------------------------------- |
| Provincia de Petorca    | Papudo     | 125,55                        | 75,3%                                           |
| Provincia de Petorca    | Zapallar   | 287,54                        | 99,7%                                           |
| Provincia de Valparaíso | Puchuncaví | 298,58                        | 99,1%                                           |
| Provincia de Valparaíso | Quintero   | 136,92                        | 90,0%                                           |
| Total 848,60 km²        |            |                               |                                                 |

## Subdivisiones
Para mejor estudio y gestión, la Dirección General de Aguas considera en la zona solo 3 subcuencas con respectivamente 1 subsubcuenca:
| Cuenca                                   | Subcuenca | Subsubcuenca | Aguas                                                     | Área drenaje km² | Observaciones |
| ---------------------------------------- | --------- | ------------ | --------------------------------------------------------- | ---------------- | ------------- |
| 053 Costeras La Ligua - Aconcagua (mapa) |           |              |                                                           |                  |               |
| 053                                      | 0530      | 05300        | Costera entre Estero Ligua y Estero Catapilco             | 162              |               |
| 053                                      | 0531      | 05310        | Estero Catapilco                                          | 299              |               |
| 053                                      | 0532      | 05320        | Costeras Entre Estero Catapilco y Río Aconcagua           | 390              |               |
| total:                                   | 3         | 3            | Región: V (100%) / Tipo: Exorreica / Desemb.: O. Pacífico | 851              |               |

## Hidrología

### Red hidrográfica
Los cuerpos de agua considerados en esta categoría son:
A ellos se debe agregar el estero Las Salinas y la quebrada Cruz de Piedra además de 18 lagunas menores sin nombre.

### Caudales y régimen
Las cuencas tienen un comportamiento intermitente, pluvial, con lluvias mayoritariamente entre los meses de mayo y septiembre.: 2–39 

### Glaciares
Por la escasa altitud de sus cimas no hay acumulación de nieve ni hielo en las cuencas del ítem: 2–39, 2–75  y el inventario público de glaciares de Chile 2022 no consigna elementos en la zona 053.

### Acuíferos
Las cuencas en cuestión están ubicadas sobre 14 SHACs. Dos de ellos están aún abiertos, seis son áreas de restricción y seis son zona de prohibición. El SHAC Río La Ligua Costa y el SHAC Aconcagua Desembocadura se extienden parcialmente a las cuencas del río La Ligua y del Aconcagua respectivamente; por lo que tienen una porción de su superficie fuera del ítem aquí descrito.: 2–39 

### Desaladoras
El catastro nacional de plantas y proyectos de desalinización de agua de mar en Chile señala 2 desaladoras con fines de uso industrial en las central termoeléctrica de Ventanas, la unidad 3 y la unidad 4, ambas en operación con una capacidad total de 58 l/s.
Sin embargo, el informe de la DGA afirma que no hay plantas desaladoras operando en la zona de las cuencas aunque si en proyecto.: 2–85 

## Clima

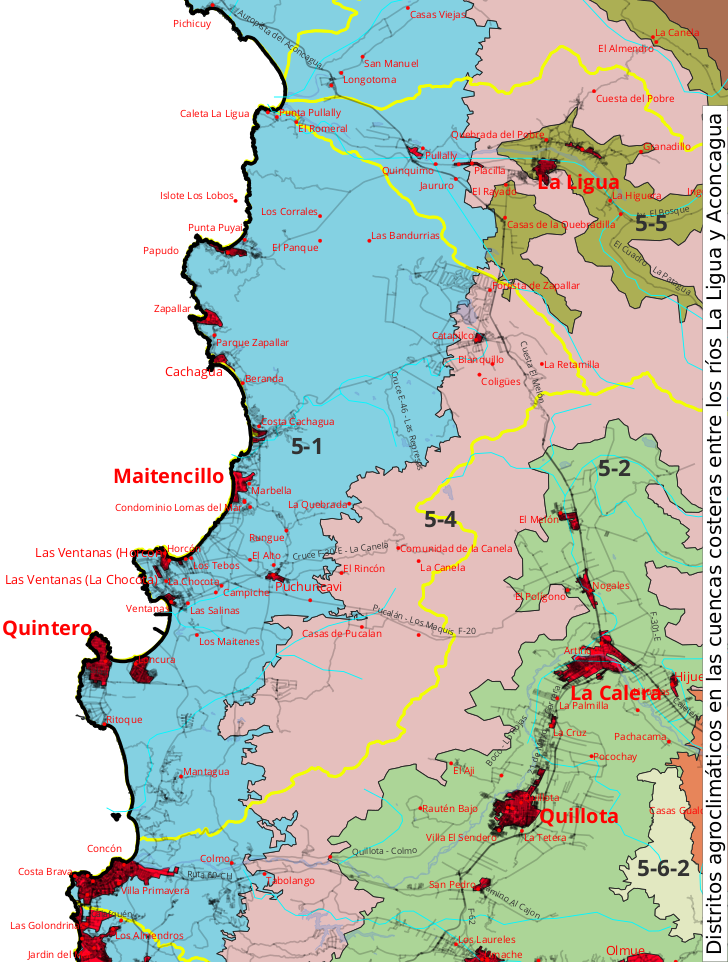
Distritos agroclimáticos en el interfluvio de los ríos la Ligua y Aconcagua.

El Atlas agroclimático de Chile distingue 2 distritos agroclimáticos en la cuenca:
- 5-1  Templado cálido supratermal con régimen de humedad semiárido (Csb2Sa). La temperatura oscila entre un máximo de enero de 23,6 °C y un mínimo de julio de 7,4 °C. Tiene un promedio de 345 días consecutivos libres de heladas. En el año se registra un promedio de 0 heladas. El período de temperaturas favorables a la actividad vegetativa dura 12 meses. Registra anualmente 1.502 días grado y 129 horas de frío acumuladas hasta el 31 de julio. La precipitación media anual es de 374 mm y un período seco de 8 meses, con un déficit hídrico de 900 mm/año. El período húmedo dura 3 meses durante los cuales se produce un excedente hídrico de 69 mm.
- 5-4  Templado cálido supratermal con régimen de humedad semiárido (Csb2Sa). La temperatura oscila entre un máximo de enero de 27 °C y un mínimo de julio de 6,9 °C. Tiene un promedio de 345 días consecutivos libres de heladas. En el año se registra un promedio de 1 helada. El período de temperaturas favorables a la actividad vegetativa dura 12 meses. Registra anualmente 1.827 días grado y 158 horas de frío acumuladas hasta el 31 de julio. La precipitación media anual es de 380 mm y un período seco de 8 meses, con un déficit hídrico de 1.012 mm/año. El período húmedo dura 3 meses durante los cuales se produce un excedente hídrico de 60 mm.

## Actividades económicas
La actividad económica dentro de la cuenca se centra principalmente en la industria, el turismo, la pesca y la agricultura que son los sectores que dan puestos de trabajo y generan ingresos en las cuencas.: 2–46 
No se conocen centrales hidroeléctricas en la zona del ítem 053.: 2–76 

## Zonas protegidas
- Monumento natural Isla Cachagua
- Bosque Las Petras (Santuario de la Naturaleza Bosque Las Petras)